# 森林経営計画
森林経営計画（しんりんけいえいけいかく）は、日本の民有林の所有者や所有者から経営の委託を受けた者が、その経営する森林に関して5年間の管理予定等を記述して市町村等に提出する計画である。
なお、木材生産などを行う森林経営に関して管理予定等を検討し記述する計画全般について森林経営計画と呼ばれることもあるが、本項目では森林法に基づく公的な森林計画制度の一部である狭義の森林経営計画について説明する。

## 概要
2011年4月22日に公布された森林法改正により、前身の森林施業計画の枠組みが森林経営計画に変更され、2012年度から施行された。森林所有者または森林所有者から森林の経営の委託を受けた者は、自らが森林の経営を行う森林に対して、単独もしくは共同で、5年を1期とする森林の経営に関する計画すなわち森林経営計画を作成し、対象森林が属する市町村の長などに提出して、計画が適当であるかどうか認定を求めることができる。森林経営計画が認定されれば、税制上の優遇措置や、対象森林への間伐や植栽などの作業実施が補助事業の対象となるなどの利点がある。

## 森林経営計画に記載する事項
森林法により、以下の9項目を記載しなければならないと規定されている。
1. その対象とする森林についての森林の経営に関する長期の方針
2. その対象とする森林についての所在場所別の面積、人工植栽に係る森林とその他の森林との区別、樹種又は林相、林齢及び立木の材積
3. 伐採する森林についての所在場所別の伐採時期、伐採面積、伐採立木材積及び伐採方法（間伐に関する事項を除く。）
4. 造林する森林についての所在場所別の造林時期、造林面積、造林樹種及び造林方法
5. 間伐を実施する森林についての所在場所別の間伐時期、間伐面積、間伐立木材積及び間伐方法
6. 保育の種類別の面積
7. その対象とする森林の全部又は一部が鳥獣害防止森林区域内に存する場合には、鳥獣害の防止の方法
8. 森林病害虫の駆除及び予防の方法、火災の予防の方法その他の森林の保護に関する事項
9. その他農林水産省令で定める事項

また同法では、受託等による森林経営の規模拡大の目標や、その目標を達成するために必要な作業路網の整備その他の措置を記載することができるとされている。

## 提出先・認定者
森林経営計画の提出先は基本的に、対象森林が所在する市町村であるが、対象森林が同一都道府県内の複数市町村にまたがる場合は都道府県、複数都道府県にまたがる場合は農林水産省に提出する。認定を行うのはそれぞれの長（市町村長、都道府県知事、農林水産大臣）である。

## 提出・認定の要件
森林経営計画が認定されるためには様々な要件がある。たとえば、日本の私有林の所有は小規模かつ空間的に分散していることが多いことから、計画に基づいた効率的な森林の施業と適切な森林の保護を通じて森林の多面的機能を十分に発揮させるため、一体的なまとまりを持った森林において森林経営計画を作成することが必須条件となっている。具体的には、対象森林の面積がその付近の森林のまとまり（林班または複数林班）の半分以上であったり、市町村が定める区域の中で合計30ha以上であったり、または100ha以上の森林を所有している場合にその所有森林全てを計画対象としていることが必要である。
また、適切な密度管理を要する人工林について予定間伐面積が算出式に基づく下限値を上回っていることや、予定している主伐材積量が算出式に基づく上限値を下回っていることが求められる。
他にも、森林経営計画の内容は、対象森林が属する市町村が民有林の適切な森林整備を推進するために作成している市町村森林整備計画の内容に適合している必要がある。